# Hemerodromia yunnanensis
Hemerodromia yunnanensis är en tvåvingeart som beskrevs av Yang 1988. Hemerodromia yunnanensis ingår i släktet Hemerodromia och familjen dansflugor. Inga underarter finns listade i Catalogue of Life.